# Hamid Shiri
Hamid Shiri, né le 21 mars 1982 est un coureur cycliste professionnel iranien.

## Palmarès
- 2008
  - 8e étape du Tour d'Azerbaïdjan
  - 3e du Kerman Tour

## Classements mondiaux
| Année         | 2006 | 2007 | 2008 | 2009 | 2010 |
| ------------- | ---- | ---- | ---- | ---- | ---- |
| UCI Asia Tour | 63e  | 204e | 145e |      | 301e |